# Zakya Daoud

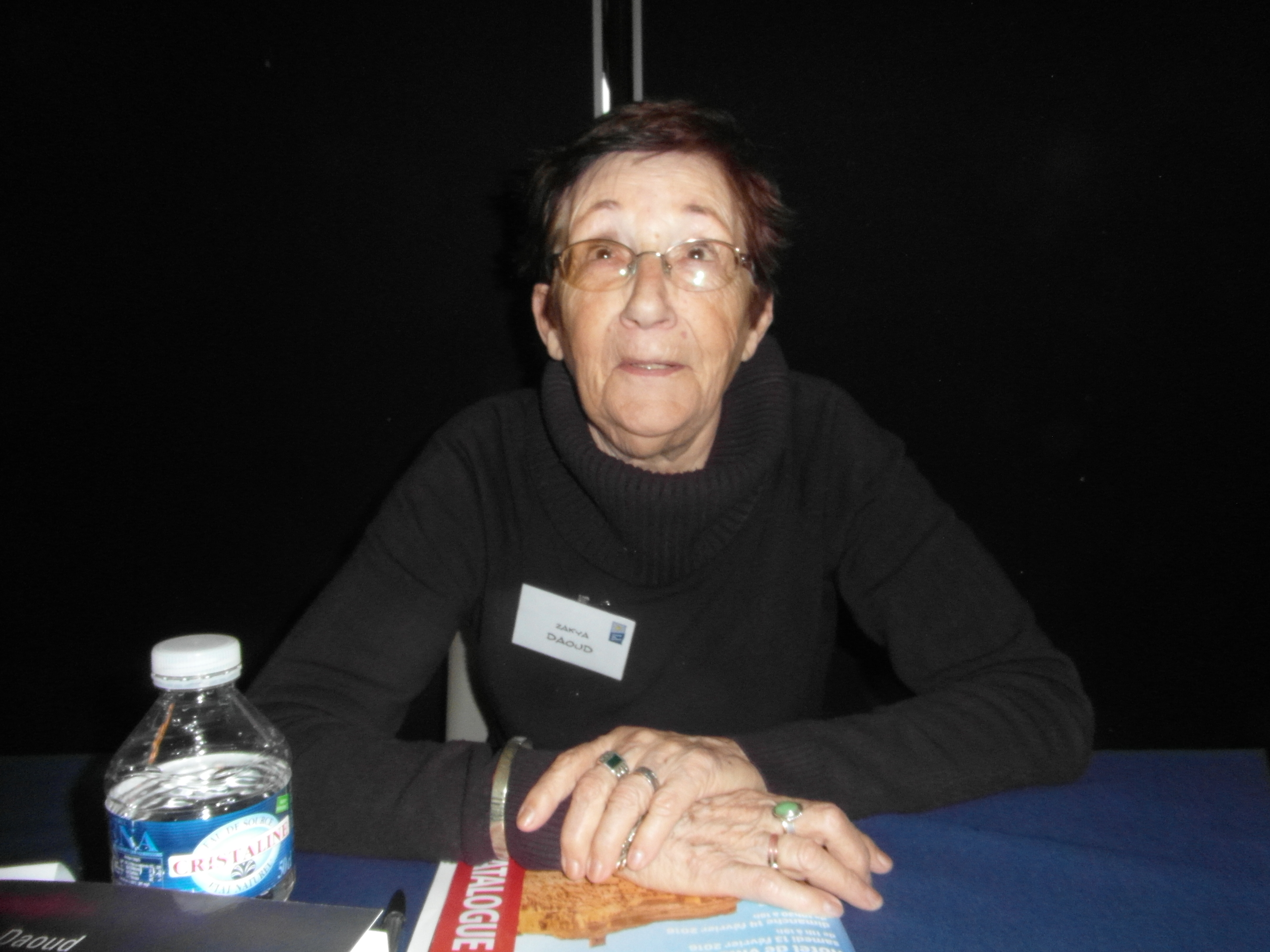
Zakya Daoud 2016

Zakya Daoud ist das Pseudonym von Jacqueline Loghlam (geboren als Jacqueline David 1937 in Bernay, Frankreich). Sie ist eine französisch-marokkanische Journalistin und Schriftstellerin.

## Leben

### Ausbildung und Familie
Zakya Daoud studierte Journalismus. Nachdem sie einen Marokkaner geheiratet hatte, zog das Paar mit Kind 1958 nach Casablanca. 1959 nahm sie die marokkanische Staatsbürgerschaft an.

### Journalistin
Anfangs war sie Redakteurin bei L'Avant-Garde, der Zeitschrift der marokkanischen Gewerkschaft Union marocaine du travail (UMT) und arbeitete für den marokkanischen Hörfunk. Nachdem Daoud 1963 Korrespondentin des französischen Magazins Jeune Afrique in Marokko wurde, legte man ihr nahe, ein Pseudonym anzunehmen. Sie wählte Zakya Daoud als direkte Übertragung ihres Geburtsnamens ins Arabische.
1966 gründete sie Lamalif, ein monatlich erscheinendes Meinungsmagazin mit einer Auflage von 12.000 Exemplaren, die sie bis zu ihrem Verbot durch die marokkanische Regierung 1988 als Chefredakteurin leitete. Die Geschichte der Zeitschrift beschrieb sie in ihrem 2007 erschienenen Buch Les années Lamalif.
Danach arbeitete sie als freie Mitarbeiterin bei Documentation française und schrieb für Arabies, Le Monde diplomatique und Panoramiques. Dreißig Jahre lang beobachtete und begleitete sie das politische Leben im Königreich mit einem kritischen und schonungslosen Geist. Danach kehrte Daoud nach Frankreich zurück.

### Schriftstellerin
Mit dem 1994 veröffentlichten Buch Féminisme et politique au Maghreb begann sie ihre Karriere als Schriftstellerin. Sie befasste sich darin mit Frauenthemen der drei Maghrebstaaten.
Daoud brachte eine Reihe von Biografien heraus, so etwa zusammen mit Maâti Monjib ein Buch über Ben Barkas politischen Werdegang, seine Kindheit und sein tragisches Schicksal heraus. Ebenfalls 1995 veröffentlichte sie zusammen mit Benjamin Stora Ferhart Abbas, une utopie algérienne. 1999 widmete sie sich der unbekannten Geschichte von Emir Abdelkrim El Khattabi, dem ersten marokkanischen Unabhängigkeitskämpfer, der in den 1920er Jahren den Rifkrieg und die Schlacht von Annual anführte und schließlich eine kurzlebige Republik gründete. Das Werk heißt Abdelkrim. Une épopée d’or et de sang.
Sie wagte sich auch an den historischen Roman Zaynab, reine de Marrakech, der 2004 veröffentlicht wurde. Darin beschäftigte sie sich mit dem Werdegang der Almoraviden-Dynastie und insbesondere dem Leben und der Rolle von Zaynab Nefzaouia, der Frau des Almoraviden-Herrschers Yusuf Ibn Taschfin (Yussef Ibn Tachfin).
Daoud veröffentlichte zudem mehrere Bücher zu den Themen Einwanderung und Staatsbürgerschaft, wie Gibraltar, improbable frontière im Jahr 2002, De l’immigration à la citoyenneté (2003) und Marocains de l'autre rive (2004).

## Werke (Auswahl)
Politische Bücher
- L’État du Maghreb. Gesammelte Werke. La Découverte, 1990.
- Féminisme et politique au Maghreb. Soixante ans de lutte. Maisonneuve et Larose, 1994.
- Marocains des deux rives. L’Atelier, 1997.
- Gibraltar, croisée de mondes et Gibraltar, improbable frontière. Atlantica-Séguier, 2002.
- De l’immigration à la citoyenneté, Éditions Mémoire de la Méditerranée, 2003
- Marocains de l’autre rive. Méditerranée-Tarik, Paris 2004.
- Casablanca en mouvement. Autrement, 2005.
- Les Années Lamalif: 1958-1988, trente ans de journalisme. Tarik et Senso Unico, 2007.
- Les Petits-enfants de Zaynab. L’Aube, 2008.
- La Diaspora marocaine en Europe. La croisée des chemins, 2011.

Biografien
- mit Benjamin Stora: Ferhart Abbas, une utopie algérienne. Denoël, 1995.
- mit Maâti Monjib: Ben Barka. Michalon, 1996.
- Abdelkrim, une épopée d’or et de sang. Séguier, 1999.
- Zaynab, reine de Marrakech. Roman. L’Aube, 2004.
- Hannibal. Perrin, 2012.